# Encyclia caicensis
Encyclia caicensis är en orkidéart som beskrevs av Ruben Primitivo Sauleda och R.M.Adams. Encyclia caicensis ingår i släktet Encyclia och familjen orkidéer. Inga underarter finns listade i Catalogue of Life.